# الجبهة الشعبية للإصلاح
الجبهة الشعبية للإصلاح (بالفرنسية: Front Populaire pour le Redressement)‏، اختصارًا FPR، هي ميليشيا تشادية، شاركت في نزاعات شمال جمهورية أفريقيا الوسطى في الفترة من 2008 إلى 2012. زعيم الجبهة هو القائد عبد القادر بابا لادا. وقّعت  الجبهة على وقف إطلاق النار في عدة مناسبات، وعادت إلى القتال بعد ذلك خلال دائرة الصراعات في هذه المنطقة.

## هوامش
1. 1 2 3  IRIN 2012.
2. ↑  AFP 2011-06-14.
3. ↑  AFP 2012-02-14.
4. ↑  Debos 2008.